# Fernand Priem
Fernand Priem (né à Bergues le 10 novembre 1857 et mort à Paris le 4 avril 1919) est un paléontologue, ichtyologiste et herpétologue français.

## Biographie
Fernand Priem obtient l'agrégation de sciences naturelles en 1883.
En plus de ses travaux liés aux poissons fossiles, il réfléchit à l'évolution de l'enseignement de la géologie au lycée.